# 志村弘強
志村 弘強（しむら ひろゆき、明和4年4月7日（1767年5月4日） - 天保14年1月14日（1843年2月12日））は、江戸時代後期の儒学者。字（あざな）は中行。別号に石渓、蒙庵（もうあん）、菊隠。

## 経歴
陸奥国江刺郡（現岩手県）羽黒堂村中山の生まれ。長兄は志村實因（五城）、次兄は志村時恭（東嶼）で、兄弟三人とも儒学者として江戸時代中期から後期にかけて活躍し、志村三珠樹と称された。
神田湯島に設立された江戸幕府直轄の教学機関である昌平黌で学び、古賀精里に師事。天保5年（1834年）に学問所の師範となる。のち仙台藩の藩校である養賢堂の副学頭となり、12代藩主伊達斉邦の侍講も務めた。長兄の志村實因（五城）に子がいないことから、養子入りしている。天保14年（1843年）に77歳（数え年）で死去。

## 業績

### 大槻玄沢との共著、環海異聞の執筆
環海異聞は、仙台藩の船員津太夫らが回漕中、暴風雨のためロシア領に漂着し、ナーツカ、ヤコーツカ、イルコーツカ、ペトルブルカなどロシア各地をめぐり、皇帝アレクサンドル1世に謁見し、レザノフ使節と共に帰国するまでの顛末をまとめた漂流記｡ 全16巻からなり、文化4年（1807年）に完成。本文中、漂流民の帰路を示した地図や衣服などの絵図が多く収められており、鎖国下の日本にとって非常に貴重な情報源となった。宮城県指定の有形文化財に登録されている。

## 著書
- 『環海異聞（ロシア語版）』（大槻玄沢と共編、1807年）
- 『菊隱詩集』
- 『志村篤治上書』（宮城県図書館古典籍類所蔵資料）